# Coquimbo
Coquimbo – miasto w północnym Chile w regionie Coquimbo, port nad zatoką Coquimbo (Ocean Spokojny). Stolica prowincji Elqui. Miasto jest położone w dolinie 10 km na południe od miasta La Serena, z którym tworzy konurbację La Serena-Coquimbo (Gran La Serena), którą zamieszkuje 412 586 mieszkańców. Samo miasto Coquimbo ma powierzchnię 1 429,3 km² i jest zamieszkiwane przez 202 287 mieszkańców.

## Historia
Naturalny port znajdujący się w zatoce Coquimbo został w 1550 r. zajęty przez hiszpańskiego konkwistadora Pedro de Valdivia. Znajdujące się w okolicy złoża złota i miedzi wpłynęły na wzrost znaczenia portu w Coquimbo i doprowadziły około roku 1840 do osiedlenia się w tym miejscu wielu Europejczyków, zwłaszcza Anglików. W 1867 r. Coquimbo otrzymało prawa miejskie.

## Gospodarka
W mieście rozwinął się przemysł spożywczy, skórzany oraz cementowy.

## Sport
W mieście działa klub piłkarski Coquimbo Unido, który gra w II lidze chilijskiej (Primera División B). Zespół rozgrywa swoje mecze na Estadio Municipal Francisco Sánchez Rumoroso o pojemności 17,5 tys. widzów.

## Miasta partnerskie
Jednym z miast partnerskim tego miasta jest Elbląg leżący w Polsce, w województwie warmińsko-mazurskim.
Lista miast partnerskich Coquimbo:
- San Juan, Argentyna
- Tudela, Hiszpania
- Elbląg, Polska